# 콘스탄티노스 2세
콘스탄티노스 2세(그리스어: Κωνσταντίνος Βʹ, Βασιλεὺς τῶν Ἑλλήνων 콘스탄디노스 데프테로스, 바실레프스 톤 엘리논[*], 1940년 6월 2일~2023년 1월 10일)는 1964년부터 1973년에 폐위될 때까지 군림한 그리스 왕국의 국왕이다. 슐레스비히홀슈타인존더부르크글뤽스부르크 왕가의 마지막이자 6번째 군주로, 그리스에선 보통 그를 '전왕'(ο τέως βασιλιάς)으로 부르거나 또는 멸칭으로 '전임자'(ο Τέως) 또는 '글릭스부르그'(o Γκλύξμπουργκ)로 칭한다. 반면 지지자들은 '왕'(ο βασιλιάς)으로 부른다. 그의 일부 지지자들은 콘스탄티노스 2세를 '콘스탄티노스 13세'로 부르기도 하는데, 이는 그리스 왕위가 동로마 황제위를 계승하였으므로 그리스 국왕의 번호는 로마 황제의 뒤를 이어야 한다는 근거에서 나온 것이다.

## 생애
1940년에 아테네 외곽 프시히코에서 그리스 국왕 파블로스와 그의 왕비 하노버의 프레데리키의 둘째이자 유일한 아들로 태어났다. 누나 소피아는 후에 스페인의 왕비가 되었으며, 여동생 이리니는 독신이다.
1957년까지 그는 덴마크의 왕위 계승권도 갖고 있었다. 덴마크의 크리스티안 9세의 남계 후손인 콘스탄티노스는 덴마크의 왕자라는 칭호를 보유하고 있으나, 현행 개헌에서는 덴마크 왕위 계승 서열에서 크리스티안 10세의 후손이 아닌 방계 왕족들을 삭제하였다.
젊은 시절에는 뛰어난 스포츠맨으로서, 20세의 나이로 로마에서 개최된 1960년 하계 올림픽에 참가하여 요트 종목 드래곤급(Dragon Class)에서 동료 Odysseus Eskidioglou, Georgios Zaimis와 함께 금메달을 획득하였다. 이는 그리스에는 48년 만의 첫 금메달이었다.
1964년 3월, 그는 부왕 파블로스 1세의 왕위를 이어받아 그리스인의 왕 콘스탄티노스 2세라는 칭호를 얻었다. 같은 해 9월 18일에 덴마크 국왕 프레데리크 9세의 삼녀 안네마리 공주와 아테네에서 결혼식을 올렸다. 당초 젊은 국왕의 즉위와 결혼은 경사스러운 일로 여겨졌으나 그의 치세는 이내 논쟁에 휩싸이게 되었는데, 1965년 7월의 변절 사건에 콘스탄티노스가 개입하여 대중의 인기를 크게 잃었으며, 정치적 불안정이 가중되어 1967년 4월 21일에 대령들의 정변이 일어났다. 군사 정변은 법적 근거가 희박하였으나 국가 원수인 콘스탄티노스가 그리스 군사 정권의 선서 취임식에 동의하여 적법성을 부여하였는데, 그로 말미암아 극심한 비판을 받았다. 1967년 12월 13일에 그는 군사 정권에 대항한 역쿠데타를 배후에서 승인했다가 실패하면서 나라를 떠나야 했는데, 1973년 6월 1일에 군사 정권의 실권자 요르요스 파파도풀로스가 왕정을 폐지하고 공화정 성립을 선포하기 전까지는 법적으로 그리스의 국가 원수였다. 군사 정권의 왕정 폐지는 정권이 무너진 뒤 1974년 12월 8일에 국민 투표에서 확정되어 그리스 제3공화국이 성립하였다.
콘스탄티노스 2세는 공식적으로 왕위에서 폐위되지 않았다. 그는 1967년부터 46년 간 해외에서 생활하였으나, 모국을 자유로이 드나들고 있었으며 아테네 외곽 사로니다 해안 관광지에 개인 소유 저택이 있다. 2013년 12월에 46년 간의 망명 생활을 청산하고 귀국하였다.
이후 2023년 1월 5일에 호흡기 질환 등을 이유로 병원에 입원했다가, 같은 해 1월 10일 뇌졸중으로 82세의 일기로 사망하였다.

## 같이 보기
- 근대 그리스의 역사